# Thomas-Laurent Mouricault
 (mai 2021).
Thomas-Laurent Mouricault, né le 19 août 1738 à Paris et mort le 11 janvier 1821 à Paris, est un homme politique français.

## Biographie
Thomas-Laurent Mouricault est le fils de Thomas Mouricault, avocat au Parlement, conseiller du Roi au Châtelet de Paris, et d’Anne Catherine Gaugeran (Paris 19/8/1721-20/5/1772 Paris, paroisse Saint-Gervais), mariés le 31 décembre 1737 à Paris. il est le petit-fils de Jean Joseph Gaugeran, orfèvre joaillier, et de Madeleine Langlois.
Il épouse le 12 vendémiaire an V, 3 octobre 1796, Maria Suzanne Gabanon, fille de Jacques Gabanon et de Suzanne Gaugerand. Sans postérité.
Il est Avocat au Parlement en 1763, avocat de la Ferme générale et de la Régie générale, puis avocat de la Régie des aides et droits réunis en 1791. Il est ensuite Juge au tribunal civil du 3ème arrondissement de Paris en 1793, commissaire national près ce même tribunal en 1793, il refuse la présidence du Tribunal révolutionnaire réorganisé en janvier 1795. Il est commissaire du Directoire près le tribunal civil de la Seine en décembre 1795, commissaire du gouvernement près le tribunal de cassation en février 1799. Il est élu représentant de la Seine au Conseil des Anciens le 25 germinal an VII (6 avril 1799). Favorable au 18 brumaire, membre du Tribunat le 4 nivôse an VIII (25 décembre 1799), il en est secrétaire à plusieurs reprises puis président en décembre 1800 lors de l'attentat contre le Premier consul qui le félicite d'avoir eu la vie sauve.
Maître des comptes à la création de la Cour le 28 septembre 1807, il se prononce pour la déchéance de Napoléon en 1814, signe l'adresse de la Cour des comptes à l'Empereur le 26 mars 1815. Il est décédé en fonction.